# Stazione di Shin-Moriya
La stazione di Shin-Moriya (新守谷駅?, Shin-Moriya-eki) è una stazione ferroviaria di Moriya, città della prefettura di Ibaraki e servita dalla linea Jōsō delle Ferrovie del Kantō.

## Linee
Ferrovie del Kantō
● Linea Jōsō

## Struttura
La stazione è dotata di un marciapiede a isola e uno laterale, con tre binari passanti in superficie.
| 1 | ■ Linea Jōsō | per Mitsukaido e Shimodate |
| 2 | ■ Linea Jōsō | per Moriya e Toride        |
| 2 | ■ Linea Jōsō | binario di servizio        |

## Stazioni adiacenti
| «                   | Servizio   | »          |
| Linea Jōsō          | Linea Jōsō | Linea Jōsō |
| ------------------- | ---------- | ---------- |
| Moriya              | Locale     | Kokinu     |
| Il Rapido non ferma |            |            |